# Chianghsia
Chianghsia es un género extinto de reptil platinotano monstersaurio que vivió en el período Cretácico Superior hallado en los depósitos de la Formación Nanxiong, al sur de China. Este abarca solo a la especie tipo, Chianghsia nankangensis.